# 笑容無限
《笑容無限》（笑顔のループ）是日本音樂團體AAA的第56張單曲，於2019年1月9日由avex trax發售。

## 概要
- 《笑容無限》是成員浦田直也退團前最後參與的單曲，亦為6人體制的最後一張單曲。[2]
- A面曲《笑容無限》為NHK節目『大家的歌』特別創作的歌曲，溫柔爽朗的曲風，讓人也忍不住面帶微笑聆聽。[3][4]
- 此單曲有3個版本，分別有「CD+DVD」、「CD ONLY」和「CD+GOOD」。「CD+DVD」收錄了《笑容無限》的PV和Making。
- 雖然實體單曲將於2019年1月9日發行, 但歌曲的音源早於2018年12月3日於各大音樂串流平台上發佈。[5]
- 在1月21日於公信榜單曲週排行榜取得第2位。

## 收錄内容

### CD
1. 笑容無限
（作詞：Kenn Kato / 作曲：大西克巳 / 編曲：清水武仁）
2. 笑容無限 (Instrumental)
3. 合唱 笑容無限 [鈴懸兒童合唱團]
4. 合唱 笑容無限 [鈴懸兒童合唱團] (Instrumental)

### DVD
1. 笑容無限（Music Video）
2. 笑容無限（Making）